# José Alarcón (ciclista)
José Alarcón (El Vigía, Mérida, 12 de junho de 1988), é um ciclista profissional venezuelano, membro da equipa Loteria del Táchira.
Ganhador do Clássico Corre pela Vida em 2007, em 2009 ganhou a 8ª etapa da Volta ao Táchira, carreira na que culminou 4º.
Em 2010 teve uma excelente temporada ao finalizar 2º na Volta ao Táchira a só 3" do seu compatriota José Rujano (além de ganhar 3 etapas), 2º na Volta a Cuba e a mesma posição na Volta a Venezuela. Ademais, na categoria sub-23 foi 2º no campeonato da Venezuela contrarrelógio e 3º no campeonato de estrada.
Estreiou como profissional em 2011 ao ser contratado pela Movistar Continental, estreiando na Volta a Antioquia.  Em dita prova sofreu uma queda que lhe ocasionou uma fractura de clavícula, com o qual não pôde disputar a Volta a Colômbia, carreira na que tinha o lugar praticamente assegurado.

## Palmarés
2007
- Copa Federação Venezuelana de Ciclismo

2009
- 1 etapa da Volta ao Táchira

2010
- 3 etapas da Volta ao Táchira
- 1 etapa da Volta a Cuba

2015
- Volta a Venezuela, mais 1 etapa

2016
- 2º no Campeonato da Venezuela Contrarrelógio
- 1 etapa da Volta a Venezuela

## Equipas
- Kino Táchira Banfoandes (2007) (amateur)
- Sumiglow-Mérida (2008) (amateur)
- Gobernación del Zulia (2009) (amateur)
- Gobernación del Zulia-Boyacá (2010) (amateur)
- Movistar Team Continental (2011-2012)
- Canel's Turbo (2013)
- Gobernación de Mérida (2014)
- Lotería del Táchira (2015)